# Hamarreko
L'hamarreko (en français, littéralement, « de dix », souvent traduit par « formé de dix ») désigne, dans la culture du Pays basque, une forme poétique traditionnelle.
Moins représenté que le zortziko, l'hamarreko constitue la deuxième forme privilégiée dans le cadre des joutes oratoires où deux bertsolari doivent faire preuve d'imagination, de verve comique et de sens de la répartie en improvisant et en se répondant devant un public appelé à choisir le vainqueur. Cette tradition est toujours bien vivante au Pays basque.

## Composition
Dans la poésie traditionnelle du bertso ou bertsu (prononcé [bɛʁ.tsu], bèrtsou), l'hamarreko désigne une forme poétique de dix vers alternant deux mètres de longueurs différentes. Hamar signifie « dix » en basque, -ko est un suffixe pour « (forme) de ». Hamarreko (prononcé ['a.maʁ.ʁe.ko]) se traduit donc littéralement par « formé de dix ». 
Il en existe deux types : hamarreko handia (ou hamarreko « long », prononcé ['an.di.a], han'dia) composé de décasyllabes et d'octosyllabes, et hamarreko txikia (ou hamarreko « court », prononcé [tʃi.ki.a], tchikia) composé de vers de sept syllabes et de vers de six syllabes. Éric Dicharry considère qu'« il est plus aisé d'improviser un zortziko txiki qu'un hamarreko txiki ».
Il ne semble pas que la rime ait constitué à l'origine une contrainte stricte pour ces poèmes. Gorka Aulestia observe que la notion de rime est différente en langue basque, par rapport au français ou à l'espagnol. Selon Danielle Bohler et Gérard Peylet, cependant, la présence d'une rime unique fait de l'hamarreko  « une strophe formée de dix hémistiches, donc cinq vers ». Dès lors, « si chaque vers comporte 13 syllabes (7/6), c'est un petit hamarreko : hamarreko txiki. Si chaque vers comporte 18 syllabes (10/8), c'est un grand hamarreko : hamarreko haundi », également orthographié hamarreko handi. 
La rime offre au bertsolari un moyen mnémotechnique fort utile : « Instituée en genre poétique, l'improvisation des bertsolari est alors gouvernée par un pacte linguistique qui régit les conditions d'authentification et d'évaluation de la parole proférée […] À une syllabe du texte est associée une, et une seule, note de la mélodie (du timbre vocal). Dès lors, choisir la mélodie sur laquelle on va improviser son poème, c'est définir, par avance, la structure formelle du poème ».
Une étude approfondie, réalisée par Aulestia, permet d'affiner ce jugement. Il apparaît ainsi que « des vers courts, peu marqués par la rime et comptant peu de syllabes, sont plus appropriés pour une narration ou un échange dialectique poignant. Ces vers correspondent au modèle de la poésie épique et démontrent un esprit subtil. Inversement, des vers plus longs, multisyllabiques et comportant plus de quatre rimes, favorisent davantage le lyrisme et la dramatisation, ce qui convient mieux au bertsolari visant à obtenir un climax ».
Cette étude répertorie plus de trente modèles poétiques différents, répartis en sept grandes catégories. L'hamarreko est la catégorie la plus représentée, après celle du zortziko. Elle comprend un premier modèle (nagusia, ou « majeur ») correspondant au hamarreko handi, noté 10/8A, et un second modèle (txikia, ou « mineur ») correspondant au hamarreko txiki, noté 7/6A. Aulestia considère néanmoins que le modèle « classique » comportait 15 syllabes (8/7A).
Comme le zortziko, l'hamarreko relève d'une tradition orale. La plupart des ouvrages en donnent une transcription sur cinq vers, suivant l'usage de la tradition écrite. Il convient de souligner que cette pratique reste arbitraire, puisque « l'improvisation, en tant qu'expression d'une littérature orale, ne s'appuie sur aucun texte écrit ou aucune formule préétablie. Le bertso trouve son origine dans une langue riche en suffixes. C'est dans la nature même de l'euskara que le vers puise son caractère unique ».

## Joutes debertsolari
L'art poétique du bertso n'a rien d'élitiste. Même si sa forme est précisément codifiée, l'hamarreko est avant tout destiné à être chanté de manière spontanée, selon le principe d'un échange de pointes entre deux bertsolari, en présence d'un public dont les rires et les applaudissements couronnent le vainqueur. 
La verve des opposants est encore encouragée par un « sujet imposé », à partir duquel chaque bertsolari compose un poème visant, le plus souvent, à désarçonner son adversaire. Des concours et championnats sont régulièrement organisés pour en perpétuer la tradition.

### Hamarreko handi
Gorka Aulestia cite cet hamarreko handi improvisé par José Luis Gorrotxategi aux cérémonies de Txapelketa, en 1980. Gorrotxategi accueille « de manière tout à fait appropriée » Manuel Olaizola, dit « Uztapide », champion des épreuves précédentes, et la fille d'un autre bertsolari, Pello Mari Otaño, dit « Katarro », qui avait fait le voyage de Saint-Sébastien depuis l'Argentine :
| Lendabiziko agur ta erdi Balta'dik Donostia'ri Eta ondoren besarkada bat Euskalerri guztiari ; Da berezi txapeldun degun Uztapide aundiari Arjentina'tik Donostiara Etorri dan izarrari Ementxe bertso-entzule dugun Ontaño-ren alabari. | Salutations, pour commencer, De Balda à Saint-Sébastien Et en embrassant Tous ceux du Pays basque ; En particulier Le grand champion Uztalpide, Et l'étoile qui est venue D'Argentine à Saint-Sébastien, Nous avons ici la fille d'Ontaño pour écouter nos chants. |

### Hamarreko txiki
Dans le même ouvrage, Aulestia cite cet hamarreko txiki d'Uztapide, composé dans les mêmes circonstances en 1962. L'auteur signale que « l'expression de la joie ou de la tristesse par les vers est conditionné par le choix du mode, majeur ou mineur, de la mélodie ». Ce bertso est dédié à la mémoire de la mère défunte du poète :
| Amak eman ziraden Lenengo bularra, Andik artua nuen Bertsotako indarra Geroztik biotzera Datorkit su-garra, Egunsentia joan zan, Laister illunabarra, Gero ta beerago Uztapide zarra. | Ma mère m'a nourri D'abord au sein, Et depuis ce temps, j'ai reçu Le talent de faire des vers, Depuis ce temps, mon cœur A connu des passions brûlantes, L'aube s'est éloignée, Le crépuscule approche, Vieil Uztapide Sur la pente descendante. |

### Ouvrages généraux
- Denis Laborde, Six études sur la société basque : Le zortziko d'Iztueta, Paris, Éditions L'Harmattan, 2005, 308 p. (ISBN 978-2-296-38575-7, lire en ligne)
- Danielle Bohler et Gérard Peylet, Le temps de la mémoire II : soi et les autres, Paris, Presses Universitaires de Bordeaux, 2007, 379 p. (ISBN 978-2-336-29909-9)
- Éric Dicharry, L'écologie de l'éducation : Un anthropologue à l'école du bertsularisme en Pays basque, Paris, Éditions L'Harmattan, 2013, 415 p. (ISBN 978-2-903440-79-4, lire en ligne)
- Éric Dicharry, Le rire des basques, Paris, Éditions L'Harmattan, 2013, 594 p. (ISBN 978-2-296-53196-3, lire en ligne)

### Ouvrages spécialisés
- (en) Gorka Aulestia, Improvisational poetry from the Basque country, University of Nevada Press, 1995, 252 p. (ISBN 978-0-87417-201-0)